# ۱۲ رجب
۱۲ رجب، دوازدهمین روز از ماه رجب در تقویم هجری قمری است.
در تقویم هجری قمری قراردادی این روز صد و هشتاد و نهمین روز سال است.
هر كسي شب دوازدهم رجب دو ركعت نماز بخواند. حمد يك مرتبه و "آمن الرسول" را ده مرتبه بخواند، خداوند به او صواب آمران به معروف و ناهيان از منكر و ثواب آزاد كردن هفتاد بنده را عطا ميكند...(اقبال الاعمال، سيد ابن طاوس، ص 654، دارالكتب الاسلاميه.

## درگذشتگان
- ابوبکر احمد رازی

درگذشتمعاویه پسر ابوسفیان در سال ۶۰ هجری قمری